# Giorgia Frosini
Giorgia Frosini (Bologna, 29 novembre 2002) è una pallavolista italiana, opposto del Talmassons.

## Biografia
È la figlia del dirigente sportivo ed ex cestista Alessandro Frosini.

## Carriera

### Club
Cresciuta nel Team Verona, con il quale a poco più di 13 anni esordisce in Serie C, nella stagione 2016-17 passa al Pool Piave, che di fatto costituisce il settore giovanile dell'Imoco, dove completa il proprio percorso giovanile disputando inoltre nelle tre annate successive i campionati di Serie B1 e Serie B2.
A partire dalla stagione 2019-20 fa il proprio esordio nella pallavolo di vertice, disputando la Serie A2 con il Club Italia. Dopo un biennio nella formazione federale, nell'annata 2021-22 viene promossa nella prima squadra dell'Imoco, in Serie A1, conquistando la Supercoppa italiana, la Coppa Italia e lo scudetto, mentre per la stagione successiva è ingaggiata dal Bergamo 1991. Per l'annata 2023-24 si accorda invece con la UYBA, sempre in massima serie, a cui resta legata per due stagioni, per poi trasferirsi al Talmassons, in Serie A2, per il campionato 2025-26.

### Nazionale
Compie la trafila nelle giovanili azzurre conquistando il campionato europeo under 16 2017, la medaglia d'argento al campionato europeo under 17 2018 e al campionato mondiale under 18 2019, occasione nella quale viene premiata come miglior opposto del torneo, e aggiudicandosi il titolo iridato al campionato mondiale under 20 2021.
Nel 2022, oltre a conquistare il campionato europeo con la nazionale under 21, ottiene le prime convocazioni nella nazionale maggiore, con cui vince, nello stesso anno, la medaglia d'oro ai XIX Giochi del Mediterraneo. Nel 2025 mette al collo la medaglia d'oro ai XXXII Giochi mondiali universitari.

## Palmarès

### Club
- Campionato italiano: 1

2021-22
- Coppa Italia: 1

2021-22
- Supercoppa italiana: 1

2021

### Nazionale (competizioni minori)
- Campionato europeo under 16 2017
- Campionato europeo under 17 2018
- Campionato mondiale under 18 2019
- Campionato mondiale under 20 2021
- Giochi del Mediterraneo 2022
- Campionato europeo under 21 2022
- Giochi mondiali universitari 2025

### Premi individuali
- 2019 - Campionato mondiale under 18: Miglior opposto